# Giulio Quaglio il Giovane
Giulio Quaglio o Quaglia detto il Giovane (Laino, 1668 – Laino, 1751) è stato un pittore italiano.

## Biografia

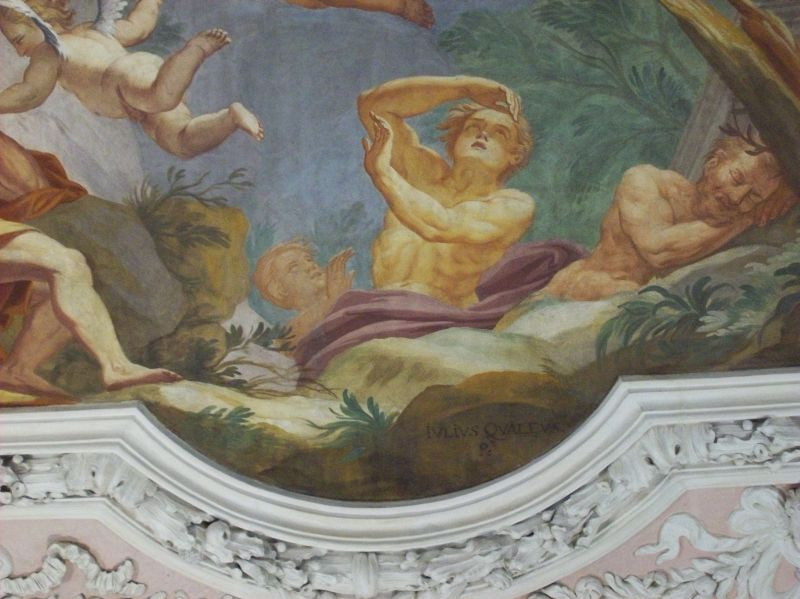
Udine: palazzo Attimis-Maniago - particolare dell'affresco, s'intravede la firma del pittore

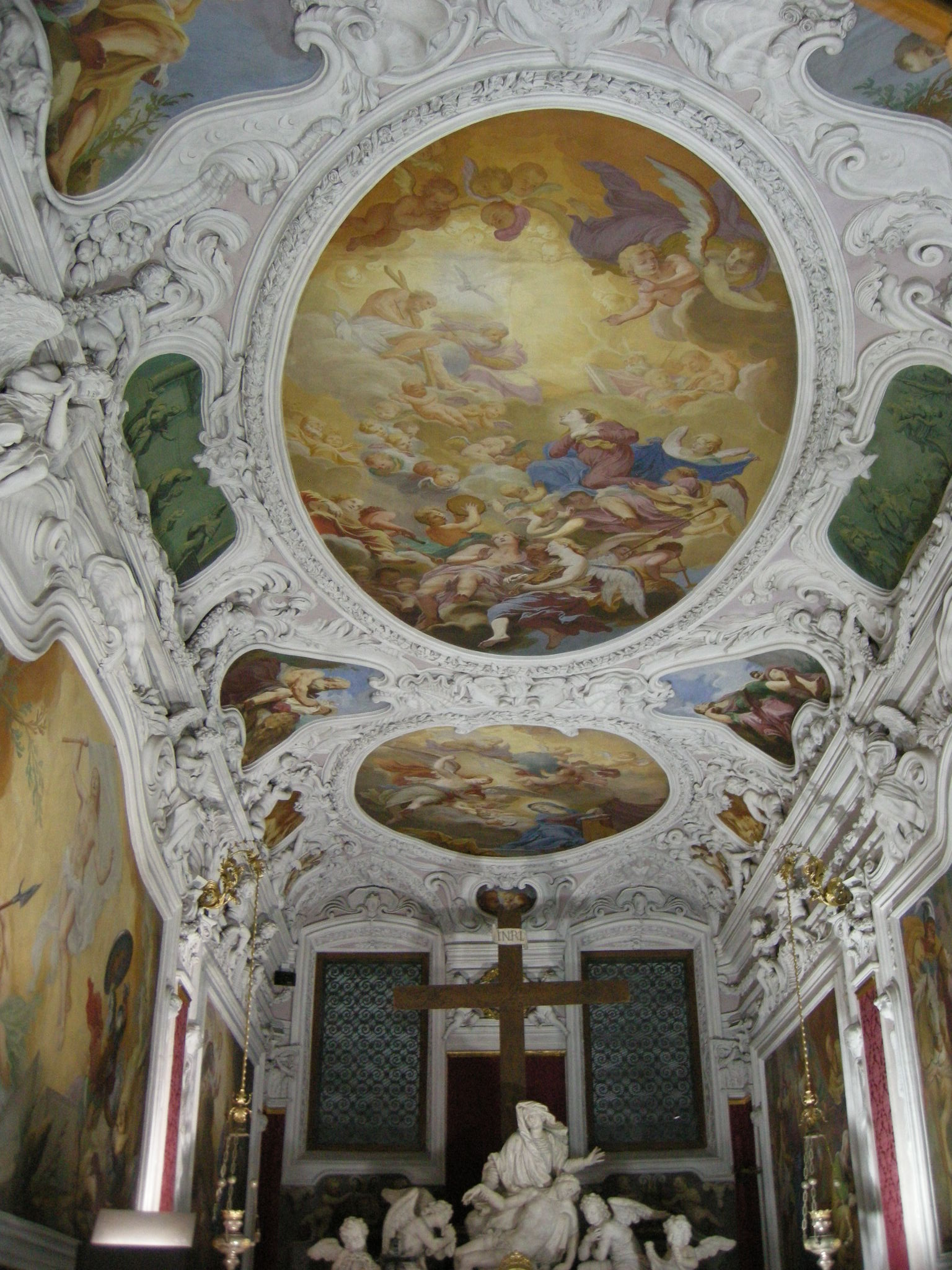
Udine - Cappella del Monte di Pietà - Vista degli affreschi del soffitto.

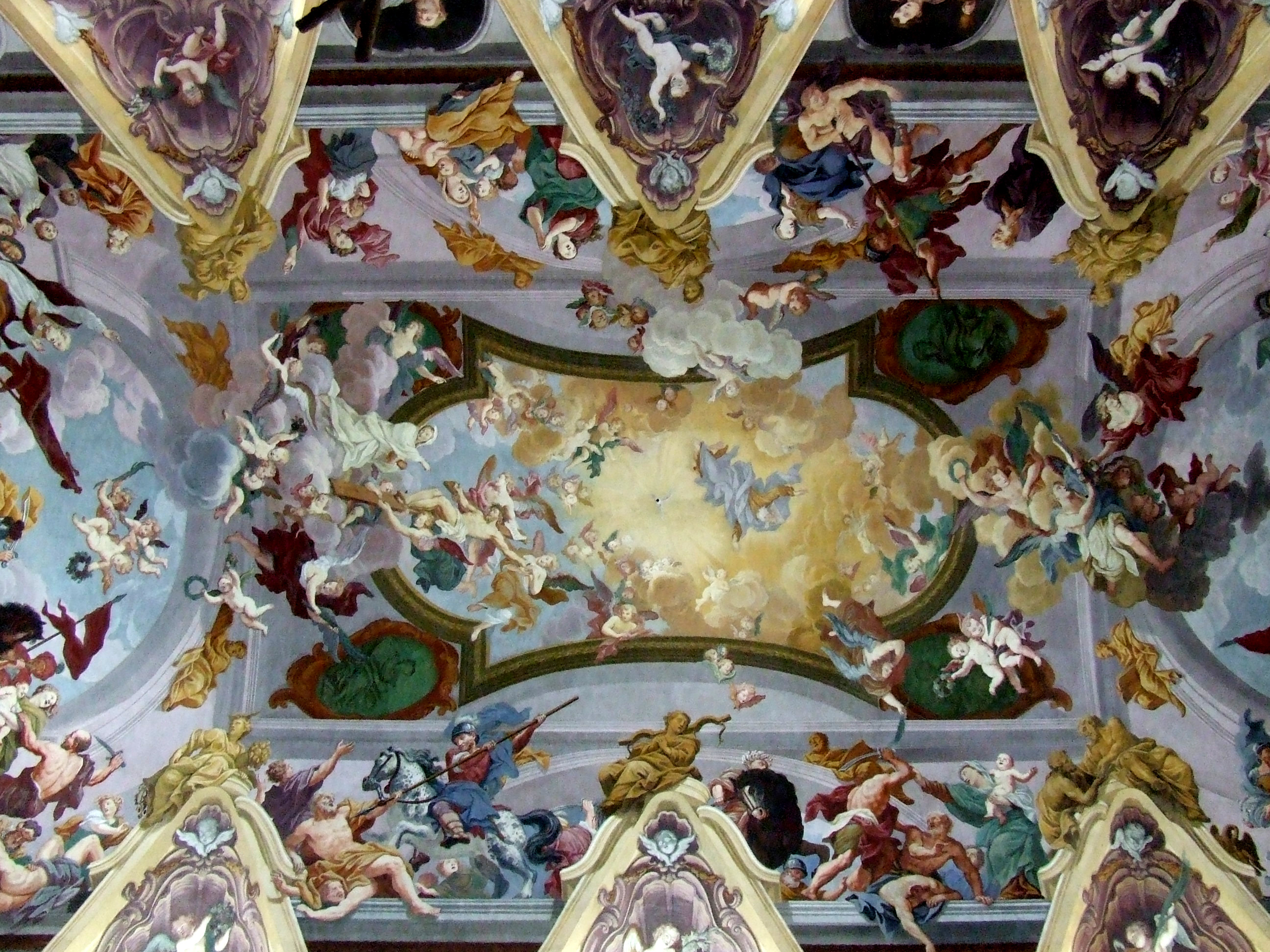
Lubiana: la volta della Cattedrale di San Nicola.

Giulio proveniva da una nota famiglia di valenti pittori, incisori e scenografi, originari di Laino, nella val d'Intelvi. Fu prima allievo di Giovan Battista Recchi a Como e in seguito di Marcantonio Franceschini a Bologna; completata la sua formazione con soggiorni a Parma, Venezia e Piacenza, venne in contatto con le grandi tradizioni pittoriche sia venete che emiliane.
Dal 1692 al 1700 si trasferì in Friuli, dove portò e diffuse le novità del gusto emiliano; ciò rappresentò una svolta del gusto dei committenti friulani, che si vedrà in seguito con i lavori di Ludovico Dorigny e soprattutto di Giovanni Battista Tiepolo.
A Udine ricevette la sua prima commissione nel 1692, fu infatti incaricato di affrescare lo scalone e la sala d'onore del palazzo Strassoldo-Mantica  con la Caduta dei giganti e altri medaglioni e tondi con raffigurazioni mitologiche.
Tra il 1692 e il 1693 eseguì alcuni affreschi nella sala principale, nel loggiato del palazzo Della Porta e nell'annessa cappella privata.
Nel 1694 affrescò la cappella del Monte di Pietà ed eseguì tutte le decorazioni ad affresco:
- Madonna Assunta
- Discesa dalla Croce
- Nascita della Vergine
- Annunciazione
- Resurrezione di Cristo
- Cristo davanti a Pilato
- Crocifissione.

Nel 1696 fu impegnato nella realizzazione degli affreschi dello scalone e del salone del palazzo della famiglia Piccoli (oggi palazzo Attimis-Maniago). Nel 1697 iniziò i lavori per conto della famiglia Antonini nel palazzo Antonini-Belgrado, affrescando lo scalone sul cui soffitto fu rappresentata la Verità che mette in fuga le tenebre del paganesimo e il salone d'onore al centro del quale raffigurò la caduta di Fetonte.
Nel 1699 realizzò gli affreschi del soffitto e del fregio della chiesa di Santa Chiara:
- Trinità;
- Immacolata concezione
- Gloria di santa Chiara;
- Profeti.

Il Quaglio lavorò anche in altri centri del Friuli:
- a Cividale del Friuli eseguì affreschi nella sagrestia della Chiesa di San Francesco;
- a Torreano di Martignacco, nella cappella della villa di Prampero realizzò gli affreschi e gli stucchi;
- a Venzone nel Duomo la tela con la raffigurazione della Presentazione al Tempio.

Nel 1700 si trasferì a Bergamo, per andare poi nel 1702 a Lubiana dove, con l'aiuto del figlio Raffaele, realizzò gli affreschi del soffitto della Biblioteca del seminario.
Sempre a Lubiana lavorò agli affreschi del Cattedrale di San Nicola, portati a termine con la collaborazione del suo allievo Carlo Carlone e che sono considerati i suoi capolavori.
Nel 1706 lavorò nella cattedrale di San Giusto a Trieste, dove affrescò la Cappella di San Giuseppe con Storie del santo.
Ne è documentata la presenza a Graz nel 1708 e a Salisburgo nel 1709, dove eseguì gli affreschi del castello vescovile di Klesheim.
A Bergamo nel 1712 lavorò agli affreschi delle volte della seconda sagrestia nella chiesa di Sant'Alessandro in Colonna. Nella chiesa parrocchiale di San Paolo d'Argon dipinse infine i tondi a fresco con episodi delle vite di San Paolo e San Benedetto da Norcia e una Annunciazione. A Stezzano affrescò la volta della sagrestia della parrocchiale e della navata del santuario della Beata Vergine dei Campi.
Nel 1724 fece ritorno a Udine per il restauro degli affreschi della cappella del Monte di Pietà, e in questa occasione realizzò anche gli affreschi della chiesetta di San Leonardo.
Tra il 1740 ed il 1744 mise mano alla decorazione pittorica della chiesa della Santissima Trinità di Grumello del Monte.